# 김지련
김지련(金志鍊, ? - ?)은 조선 후기의 효자이다. 본관은 경주이다.

## 생애
김지련(金志鍊)의 생몰년은 미상이다. 형조참판 김호(金虎)의 8세손으로 태어나 어버이를 지극한 효성으로 섬겼다. 그러다 아버지의 병이 위중해지자 병을 낫게 하기 위해 손가락을 잘라서 그 피를 드렸다. 그러자 아버지가 다시 회복하여 숨을 연명하였다. 그 효성이 나라에 알려져 정조 18년(1794년)에 사복시정(司僕寺正)에 증직되었다.

## 가족
- 고조(高祖)
  - 출신(出身) 김상중(金尙重)
- 증조(曾祖)
  - 유학(幼學) 김응석(金應碩)
- 조부(祖父)
  - 유학(幼學) 김재일(金載一)
- 선고(先考)
  - 유학(幼學) 김시걸(金時杰)

## 참고 문헌
- 경주읍지(慶州邑誌), 경주김씨세보(慶州金氏世譜).